# سكوت رايس
سكوت رايس (بالإنجليزية: Scott Rice)‏ هو لاعب كرة قاعدة أمريكي، ولد في 21 سبتمبر 1981 في سيمي فالي في الولايات المتحدة.

## وصلات خارجية
- سكوت رايس على موقع دوري كرة القاعدة الرئيسي (الإنجليزية)
- سكوت رايس على موقعبيزبول رفرنس.كوم (الدوري الرئيسي) (الإنجليزية)
- سكوت رايس على موقعبيزبول رفرنس.كوم (الدوري الثانوي) (الإنجليزية)
- سكوت رايس على موقع إي إس بي إن.كوم (أم.أل.بي) (الإنجليزية)
- سكوت رايس على موقع مشجعي الرسوم البيانية (الإنجليزية)